# Piedra de Los Lunas

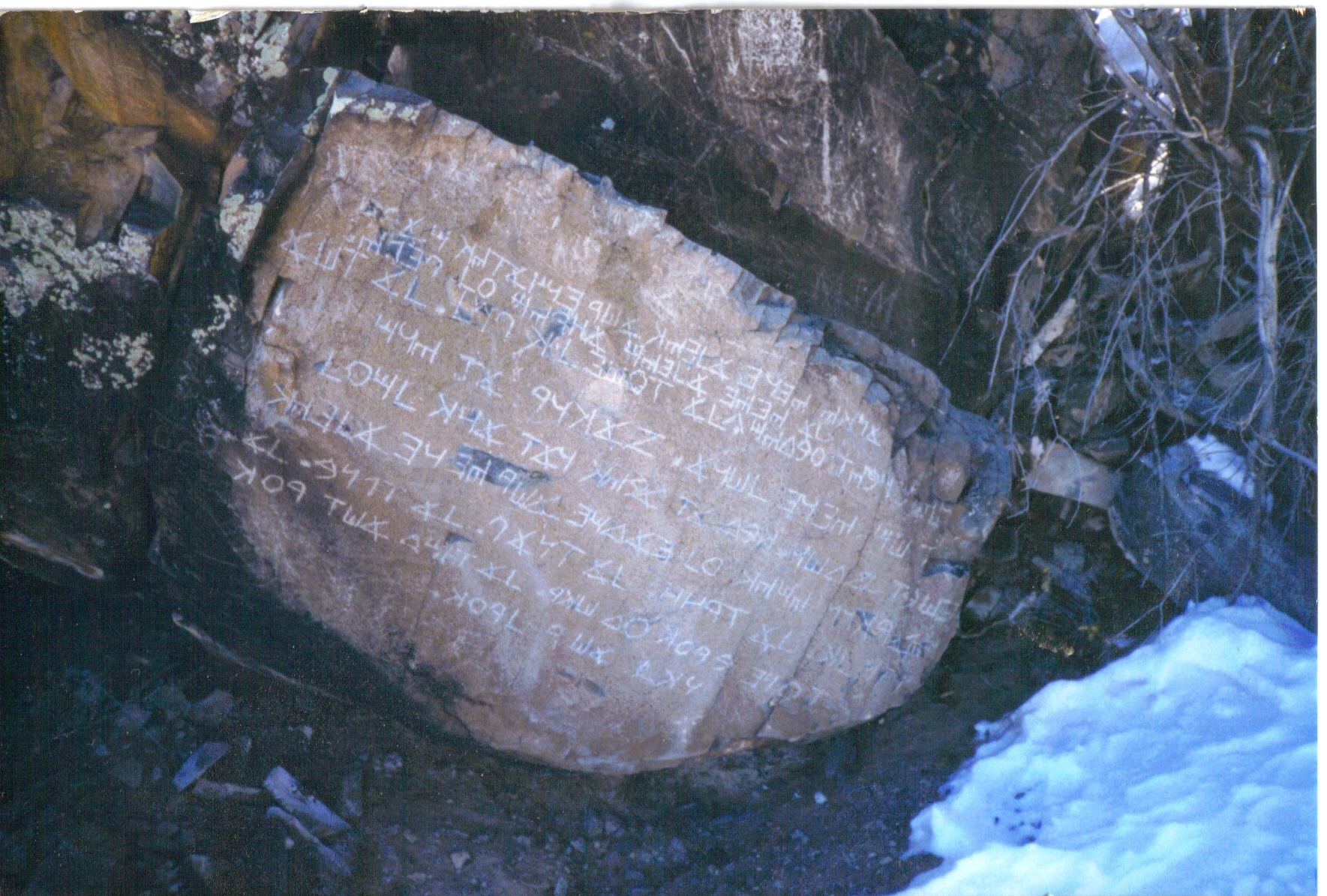
Piedra de Los Lunas in situ en 1997.

La piedra de Los Lunas es una enorme roca situada en las laderas de Hidden Mountain, cerca de Los Lunas, en Nuevo México (Estados Unidos), ochenta kilómetros al sur de Albuquerque. La piedra muestra una inscripción tallada en forma regular que sería similar al texto de los Diez Mandamientos.
El peso de esta roca ha sido estimado en 80 toneladas. La zona en la que se ubica es privada.
La primera mención de la piedra se remonta a 1933, cuando el profesor Frank Hibben, un arqueólogo de la Universidad de Nuevo México, fue dirigido por un guía local a la roca.
La inscripción en la roca se interpreta como una versión abreviada del Decálogo o Diez Mandamientos en una forma del alfabeto paleohebreo. Un grupo de letras que se asemejan al tetragrámaton "YHWH" o "Yahweh" aparece en cuatro ocasiones. El origen de la inscripción en la piedra es polémico porque algunos afirman que el registro sería precolombino. Algunos han sugerido que este texto era obra de una de las diez tribus perdidas de Israel. Pero las letras son casi idénticas a las del alfabeto paleohebreo, que era conocido en el siglo XIX, y por lo tanto, no se puede descartar la posibilidad de fraude. Un argumento adicional para el fraude sería el uso aparente de puntuación propia del hebreo moderno. El registro implica numerosos errores estilísticos y gramaticales.
Las investigaciones de Frank Hibben fueron controvertidas, ya que es conocido por haber falsificado documentos en su sitio arqueológico de la cultura Clovis. El arqueólogo y lingüista Cyrus Gordon considera que se trata de una mezuzá samaritana escrita a partir de la Biblia samaritana. Cyrus Gordon es conocido por sus investigaciones sobre los supuestos marineros fenicios llegados a Estados Unidos.
Muchos visitantes han limpiado las inscripciones en los últimos años, probablemente destruyendo cualquier posibilidad de análisis científico de la pátina de las inscripciones. Sin embargo, comparándolo con una inscripción moderna cercana, el geólogo G. E. Morehouse, un colega de Barry Fell, estimó que la inscripción podría tener entre 500 y 2000 años de antigüedad.